# Gregorian
Gregorian est un groupe allemand de rock symphonique et chant grégorien. Dirigé par Frank Peterson, il reprend de nombreux titres du répertoire populaire contemporain (entre autres Dire Straits, Depeche Mode ou Led Zeppelin), mais dont les chanteurs s'inspirent de l'esthétique du chant grégorien. Il s'inscrit dans la pop grégorienne (avec l'ensemble Enigma notamment) apparu vers 1991.

## Histoire
Au début des années 1990, le producteur de musique hambourgeois Frank Peterson a dans l'idée de mélanger la musique grégorienne conventionnelle avec de la musique populaire contemporaine et forme le projet Enigma avec Michael Cretu. Sous le nom de Gregorian, il produit son propre album, Sadisfaction, après le succès du premier album d'Enigma.
À la fin des années 1990, il reprend cette idée et demande à son équipe de producteurs Michael Soltau, Jan-Eric Kohrs et Carsten Heusmann de faire chanter des morceaux contemporain de musique pop par des chanteurs anglais de formation classique. Le style de chant correspond à celui du choral grégorien, dont le nom du groupe est dérivé. Le groupe, composé de douze chanteurs, lance ainsi  un nouveau style de musique crossover classique/pop, appelé « pop grégorienne » ou « son bien-être ». Le domaine de l'ambient ou du chill-out est également apparenté.
Bien que rarement présent dans le top 10, Gregorian est néanmoins connu de millions de personnes. Les albums sont vendus de manière constante sur de longues périodes et peuvent rester jusqu'à six mois dans le top 100. Le 5 novembre 2010, l'album The Dark Side of the Chant sort et l'année suivante, le 29 septembre 2011, l'album Masters of Chant Chapter VIII. Le 14 septembre 2012 sort l'album Epic Chants, sur lequel le groupe interprète pour la première fois des chansons tirées de films célèbres. La chanteuse russe Eva Mali participe à l'enregistrement du CD.
Le 6 novembre 2015, Masters of Chant : The Final Chapter sort, pour l'instant, le dernier album, car le groupe souhaitait se retirer pour une durée indéterminée. Il effectue donc  une tournée d'adieu dans plusieurs pays européens avec la tournée Masters of Chant : The Final Chapter en 2016, qui se poursuit en 2017. Pendant la tournée Final Chapter, le concert complet à Berlin est filmé, et sort le 23 septembre 2016 en édition limitée Blu-ray et DVD ainsi qu'en CD. Le 25 février 2016, le groupe participe à la présélection allemande du Concours Eurovision de la chanson 2016 avec la chanson Masters of Chant.
Le 24 décembre 2017, un nouvel album, Holy Chants, sort, suivi en 2021 par Pure Chants. En novembre 2022, l'album Pure Chants 2 suit, suivi d'une tournée live en 2023. En novembre 2024, l'album 25/2025 sort, suivi d'une tournée live en Allemagne et dans différents pays européens, qui débute en janvier 2025.

## Discographie

### Albums studio
- 1991 : Sadisfaction
- 1999 : Masters of Chant Chapter I (38e place des charts allemands[3], 7e place en Suisse[4])
- 2001 : Masters of Chant Chapter II (6e place des charts allemands[3], 18e place en Autriche, 20e place en Suisse[4])
- 2002 : Masters of Chant Chapter III (13e place des charts allemands[3], 18e place en Autriche, 16e place en Suisse[4])
- 2003 : Masters of Chant Chapter IV (28e place des charts allemands[3], 42e place en Autriche, 22e place en Suisse[4])
- 2004 : Gregorian - The Dark Side (16e place des charts allemands[3], 20e place en Autriche, 35e place en Suisse[4])
- 2005 : The Masterpieces (41e place des charts allemands[3], 57e place en Autriche, 53e place en Suisse[4])
- 2006 : Masters of Chant Chapter V  (19e place des charts allemands[3], 51e place en Autriche, 26e place en Suisse[4])
- 2006 : Gregorian Christmas Chants (23e place des charts allemands[3], 55e place en Autriche, 35e place en Suisse[4])
- 2007 : Masters of Chant Chapter VI (43e place des charts allemands[3], 67e place en Autriche, 44e place en Suisse[4])
- 2008 : Christmas Chants and Visions (71e place des charts allemands[3], 35e place en Autriche, 48e place en Suisse[4])
- 2009 : Masters of Chant Chapter VII
- 2010 : The Dark Side of the Chant
- 2011 : Best of 1990-2010 (29e place des charts allemands[3], 44e place en Autriche, 51e place en Suisse[4])
- 2011 : Masters of Chant Chapter 8 (11e place des charts allemands[3], 18e place en Autriche, 16e place en Suisse[4])
- 2012 : Epic Chants (9e place des charts allemands[3], 17e place en Autriche, 31e place en Suisse[4])
- 2013 : Masters of Chant Chapter 9
- 2014 : Winter chants
- 2015 : Masters of Chant The Final Chapter
- 2017 : Holy Chants
- 2017 : Masters of Chant — The Platinum Collection
- 2019 : 20/2020
- 2021 : Pure Chants
- 2024 : 25/2025 (9e place des charts allemands[3], 46e place en Autriche)

### DVD
- 2001 : Masters of Chant in Santiago de Compostela
- 2001 : Moments of Peace in Ireland
- 2002 : Masters of Chant Chapter III
- 2003 : Gold Edition
- 2005 : The Masterpieces
- 2007 : Masters of Chant: Live at Kreuzenstein Castle
- 2008 : Christmas Chants and Visions
- 2011 : Masters of Chant 8 The Dark Side of the Chant - Limited Edition (CD-DVD)
- 2012 : Epic Chants - Live In Zagreb - Limited Edition (CD-DVD)
- 2013 : Epic Chants Tour 2013 Live In Belgrade - Deluxe Edition (CD-DVD)